# رافاييل ليموس دوس سانتوس
رافاييل ليموس دوس سانتوس (1 أبريل 1993 في البرازيل – )؛ هو لاعب كرة قدم سابق كان يلعب كلاعب وسط.

## وصلات خارجية
- رافاييل ليموس دوس سانتوس على موقع Soccerway.com (الإنجليزية)